# Jacob Maarsingh
Jacob Maarsingh (Stadskanaal, 25 april 1892 – aldaar, 16 februari 1958) was een Nederlands landbouwer en een nationaalsocialistisch politicus.

## Biografie
Jb. Maarsingh (zoals hij zelf altijd zijn naam schreef), zoon van de Onstwedder vervener Harm Maarsingh en Jantina Arendina Meursing, was afkomstig uit een Nederlands-Hervormde familie die tot welstand was gekomen door verveningsactiviteiten. Hij volgde het middelbaar landbouwonderwijs, waarna hij landbouwer werd in zijn geboorteplaats. In 1933 werd hij lid van de Nationaal-Socialistische Beweging (NSB) van Anton Mussert, waar hij het stamboeknummer 4630 kreeg toebedeeld. Op 8 juni 1937 nam hij voor de NSB zitting in de Eerste Kamer, waar hij vooral het woord voerde over onderwerpen als landbouw, waterstaat en economische aangelegenheden. Gedurende zijn Kamerlidmaatschap kwam hij in aanvaring met de minister van Defensie, toen hij er bezwaar tegen maakte dat militairen regelmatig zijn autonummer hadden genoteerd vanwege verdenking van spionage. Hij vertegenwoordigde ontevreden Groningse en Drentse kleine boeren, die te lijden hadden van de economische depressie. Ook was hij gemachtigde van Mussert voor Noord-Nederland. In 1947 legde hij een "schuldbelijdenis" af. Hij werd geïnterneerd tot 14 juli 1948 en uit het kiesrecht ontzet. Hij zat o.a. vast in Kamp De Beetse nabij Sellingerbeetse.
Jacob Maarsingh trouwde in 1918 met de uit Usquert afkomstige Catharina Jantina Westerhuis.

## Huize Ter Marse

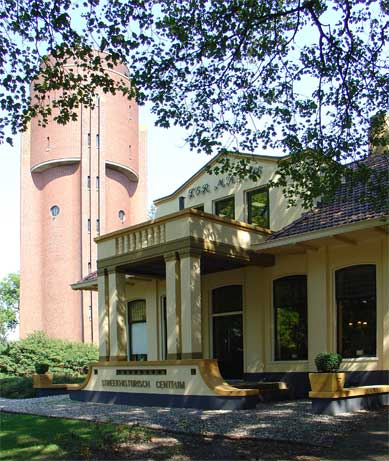
Huize Ter Marse in Stadskanaal

De Maarsinghs woonden in Stadskanaal in de Huize Ter Marse. Deze villa was in 1884 voor de hereboer- en vervenersfamilie Maarsingh gebouwd. Na het overlijden van de weduwe Maarsingh in 1970 werd deze villa door een legaat eigendom van de gemeente Stadskanaal. De gemeenteraad van Stadskanaal had enige moeite met het vinden van een passende bestemming voor het verkregen legaat van de erven Maarsingh. Het duurde vijf jaar totdat in 1975 werd besloten om in het pand het streekhistorisch centrum Stadskanaal te vestigen. Huize Ter Marse is sinds 2000 erkend als rijksmonument.
- Biografisch Portaal: 83527444
- Parlement.com: vg09ll33l2xr

 Portaal: Fascisme en nationaalsocialisme in Nederland · Fascisme · Nationaalsocialisme